# Ги I Бризбар

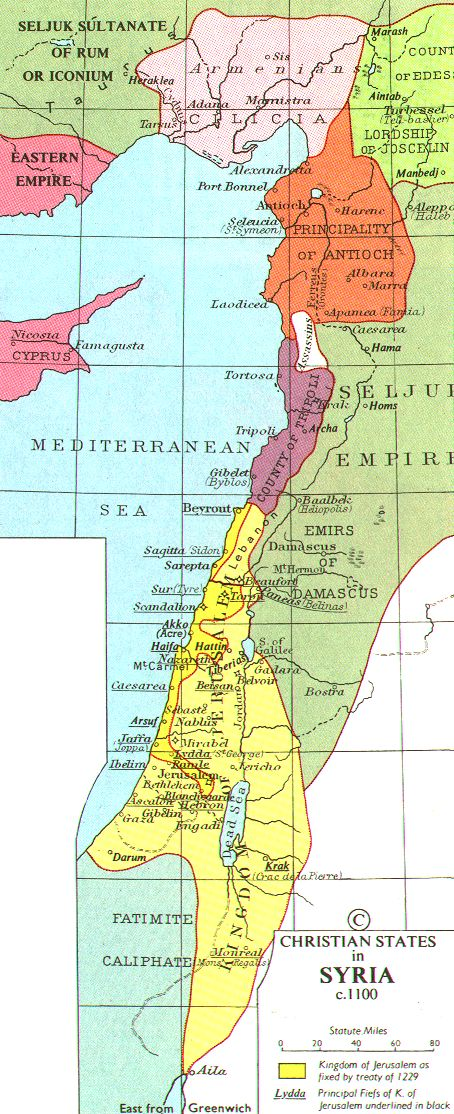
Государства крестоносцев в XII веке

Ги I Бризбарр (фр. Guy I Brisebarre; ум. после 1148) — сеньор Бейрута c ок. 1138 года. Брат и преемник Готье I Бризбара, сеньора Бейрута с 1122/1125 года.

## Биография
В 1127 году по поручению иерусалимского короля Балдуина II вместе с магистром Тевтонского ордена Гуго де Пейном и регентом королевства Гильомом де Бюром совершил поездку во Францию, чтобы подыскать жениха королевской дочери Мелисенде. Их избранником (по совету Людовика VI) стал граф Фульк V Анжуйский, с которым они в мае 1129 года вернулись в Святую землю.
Начиная с 1138 года Ги I Бризбар упоминается как сеньор Бейрута (Beriti dominus). Вероятно, его брат Готье I к тому времени уже умер, или, что тоже возможно, вступил в орден тамплиеров.
Вильгельм Тирский называет Guido Berythensis среди участников совета в Аккре 1148 года. Возможно, имеется в виду Ги II.

## Семья
Предполагается, что у Ги I было двое сыновей:
- Готье II (ум. 1169 или позже)
- Ги II (ум. до 1164).

Возможно, что Готье I и Ги I правили сеньорией Бейрут вместе.
Мэри Никерсон (Mary E. Nickerson) в своей работе «The Seigneury of Beirut in the Twelfth Century and the Brisebarre Family of Beirut-Blanchegarde» предлагает такую хронологию правления Бризбаров:
- Готье I 1125—1126
- Ги I 1127—1140
- Готье II 1140—1147
- Ги II 1147—1156
- Готье III 1156—1166